# Maucocomate
Maucocomate ist eine osttimoresische Aldeia. Sie liegt im Norden des Sucos Becora (Verwaltungsamt Cristo Rei, Gemeinde Dili). 2015 hatte Maucocomate eine Einwohnerzahl von 1414.

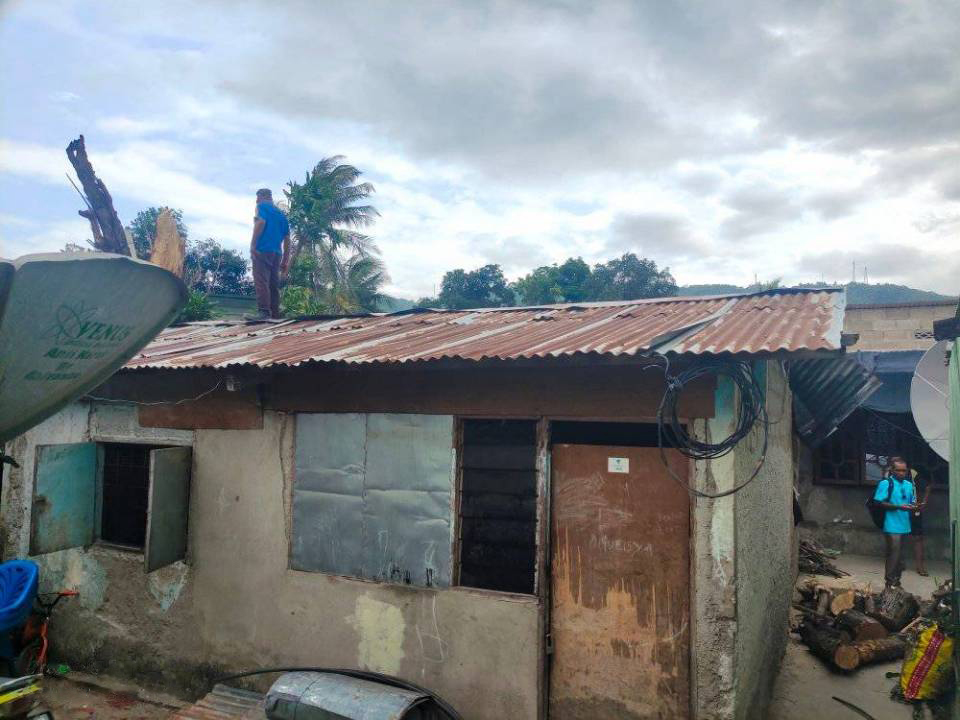
Maucocomate (2023)

Maucocomate befindet sich im nördlichen des dreigeteilten Territoriums Becoras und liegt dort im Norden. Er entspricht in etwa dem Stadtteil Masau Leten. Im Westen grenzt Maucocomate an die Aldeia Au-Hun und im Süden mit der Avenida de Becora an die Aldeias Becusi Craic und Clac Fuic. Nördlich des Flussbetts des Benamauc befindet sich der Suco Bidau Santana. Der Benamauc ist ein Quellfluss des Mota Claran. Beide Flüsse führen aber außerhalb der Regenzeit kein Wasser. Östlich liegt der Suco Camea.
In Maucocomate steht der Pfarrsaal der Herz-Jesu-Kirche von Becora, die sich auf der anderen Straßenseite in Becusi Craic befindet.